# Уточка (село)
У́точка — село в Красногвардейском районе Белгородской области России. Является административным центром Утянского сельского поселения.

## География
Село расположено в восточной части Белгородской области, на левом берегу реки под названием Усердец (бассейна Дона), при впадении левого притока, малой реки под названием Уточка (Утичь), в 18 км по прямой к северу от районного центра, города Бирюча.

## История

### Происхождение названия
В книге «Бирюч» (стр.179) приводится следующая легенда о происхождении названия села:
В то время (основания) по берегам небольшой безымянной речки поселились пять дворов пришельцев из центральных районов государства. Они жили в достатке и относительном спокойствии. Как гласит местное предание, «случайно по реке Усерду проплывали чужие люди. Здешние места им понравились, и они попросили разрешение принять их на жительство. Через некоторое время поселенцы прибыли со своими семьями и скарбом, но путь им преградила глубокая речушка. Долго искали они брод, наконец, найдя, переправились на другую сторону. В этих местах водилось много уток. Поэтому и речушка получила название Утичь, а селение при ней — Уточка».
Статистическая книга «Список населенных мест Воронежской губернии» свидетельствует, что село Уточка в 1859 году носило сопутствующее название слобода Васильевка при реках Усерде и Утичи. В селе была православная деревянная церковь на каменном фундаменте, освещенная во имя Святого Василия. Поэтому селение при ней носило название слобода Васильевка.

### Исторический очерк
Село основано в начале XVIII века.
В 1859 году — Бирюченского уезда «слобода владельческая Васильева (Уточка) при речках Усерде и Утичи», «по левую сторону большого почтового тракта от города Бирюча до города Острогожска» — 142 двора, завод винокуренный, православная церковь на каменном фундаменте. Церковь была освящена во имя Святого Василия, отсюда-второе «имя» слободы.
К 1887 году в Уточке — 111 дворов, свечносальный завод.
В 1900 году — Бирюченского уезда Верхнепокровской волости слобода Уточка «при реке Большом Усерде» — 102 двора, земельный надел 1114,5 десятины.
В 1927 году в слободе Уточке организовали сельхозкоммуну «Трудовик»: построили большой корпус (40 комнат) с общей кухней, школу (4 класса).
С июля 1928 года слобода Уточка в Буденновском районе — центр Утянского сельсовета: слободы Солдатка и собственно Уточка, село Плюхино, хутора Коробкин и Ураково, поселок Западный, коммуна «Прилепская» и колхоз «Трудовик» (впоследствии — «Червонный пахарь»).
В ходе Великой Отечественной войны с июля 1942 года по январь 1943 года крестьяне Уточки пережили фашистскую оккупацию.
Во второй половине 1950-х годов в Утянский сельсовет Красногвардейского района входили села Больше-Быково, Плюхино, Солдатка и собственно Уточка, поселок Трудовик и хутора Высокий, Долгий, Коробкин, Прудное и Ураково.
В 1997 году село Уточка — центр Утянского сельского округа: села Большебыково, Плюхино, Солдатка и собственно Уточка, хутора Высокий, Коробкин и Ураково.
В 2010 году село Уточка — центр Утянского сельского поселения.

## Население
В 1959 году село Уточка (слобода Васильевка) насчитывало дворов — 142 с населением 1003 жителя, мужского пола — 509, женского пола — 494.
В 1900 году — 633 жителя (321 мужчин, 312 женщин).
На 1 января 1932 года в слободе Уточке — 917 жителей.
По сведениям переписей населения в селе Уточке на 17 января 1979 года — 398 жителей, на 12 января 1989 года — 296 (121 мужчин, 175 женщин), на 1 января 1994 года — 140 хозяйств и 320 жителей.
В 1997 году в Уточке 135 подворий, 313 жителей.
1. Н/Д[5]

## Инфраструктура
По состоянию на 1995 года в селе Уточке имелись сельхозпредприятие «Большевик», больница, Дом культуры, средняя школа (с 1988 года - в новом двухэтажном здании), сельмаг.